# Geheimtext

Entschlüsselung eines Geheimtextes

Geheimtext (auch Chiffrat, Chiffre, Chiffretext, Chiffrierspruch, Chi-Spruch, Chi-Text, Ciphertext, Kryptogramm, Kryptotext, Schlüsseltext oder Spruch) wird in der Kryptographie ein Text oder eine Datenmenge genannt, die durch Verschlüsselung mithilfe eines kryptographischen Verfahrens (per Hand oder maschinell) unter Verwendung eines Schlüssels derart verändert wurde, dass es ohne weiteres nicht mehr möglich ist, seinen Inhalt zu verstehen.
Mithilfe des geheimen Schlüssels kann der Geheimtext wieder in den ursprünglichen Klartext zurückgewandelt werden (Bild). Dies nennt man Entschlüsselung. Gelingt es einem unbefugten Angreifer ohne Kenntnis des Schlüssels, dem Geheimtext den  ursprünglichen Klartext abzuringen, also den Geheimtext zu brechen, so nennt man es Entzifferung.